# Lucienne Boyer
Lucienne Boyer, nacida Èmilienne-Henriette Boyer (Montparnasse, 18 de agosto de 1903 - París, 6 de diciembre de 1983) fue una cantante popular francesa.
Comenzó cantando en los cabarets, prosiguiendo en los grandes halls parisinos. Allí conoció a Carlos Gardel, quien luego grabó su tema «Parle moi d'amour».
En 1927 cantó para Félix Mayol, quien le consiguió un contrato en Broadway.
Trabajó en Nueva York (EE. UU.) y en Buenos Aires (Argentina) en 1937. Fue la primera en ganar el primer Grand Prix du Disque por su canción «Parlez-moi d'amour».
En 1939 se casó con el chansonnier Jacques Pills, con quien tuvo su hija, Jacqueline, soportando duros tiempos durante la Segunda Guerra Mundial por la condición de judío de su esposo.
Después de 1945, su carrera floreció durante tres décadas más. Su última aparición en 1976 fue en el Olympia de París, cantando con su hija (ganadora de Eurovisión 1960).